# Новый Стан (Московская область)
Новый Стан — деревня в Московской области России. Входит в городской округ Солнечногорск. Население — 3 чел. (2010).

## География
Деревня Новый Стан расположена на севере Московской области, в северной части округа, у границы с Клинским районом, примерно в 13 км к северу от центра города Солнечногорска, с которым связана прямым автобусным сообщением. В деревне 3 улицы — Берёзовая, Лесная и Луговая, приписано 2 садоводческих товарищества. Ближайшие населённые пункты — деревни Воробьёво, Толстяково и Яркино.

## Население
| 1852 | 1859 | 1890 | 1899 | 1926 | 1932 |
| ---- | ---- | ---- | ---- | ---- | ---- |
| 76   | ↘66  | ↗85  | ↗92  | ↗94  | ↗105 |
| 1966 | 1998 | 2002 | 2010 |      |      |
| ↘4   | ↘0   | →0   | ↗3   |      |      |

## История
Старый стан, деревня 1-го стана, Подгорацкого, Ивана Андр., Подпоруч., крестьян 31 душа м. п., 45 ж., 11 дворов, 71 верста от стол., 16 от уездн. гор., между шоссе и Дмитровским трактом.— Нистрем К. Указатель селений и жителей уездов Московской губернии, 1852 г.
В «Списке населённых мест» 1862 года — владельческая деревня 1-го стана Клинского уезда Московской губернии от города Клина по правую сторону Дмитровского тракта, в 15 верстах от уездного города и 10 верстах от становой квартиры, при пруде, с 10 дворами и 66 жителями (34 мужчины, 32 женщины).
По данным на 1890 год — деревня Солнечногорской волости Клинского уезда с 85 душами населения, в 1899 году — деревня Вертлинской волости Клинского уезда, проживало 92 жителя.
В 1913 году — 14 дворов.
По материалам Всесоюзной переписи населения 1926 года — деревня Толстяковского сельсовета Вертлинской волости Клинского уезда в 11,7 км от станции Подсолнечная Октябрьской железной дороги, проживало 94 жителя (36 мужчин, 58 женщин), насчитывалось 18 крестьянских хозяйств.
С 1929 года — населённый пункт в составе Солнечногорского района Московского округа Московской области. Постановлением ЦИК и СНК от 23 июля 1930 года округа как административно-территориальные единицы были ликвидированы.
1929—1939 гг. — деревня Воробьёвского сельсовета Солнечногорского района.
1939—1954 гг. — деревня Мерзловского сельсовета Солнечногорского района.
1954—1957, 1960—1963, 1965—1966, 1976—1994 гг. — деревня Вертлинского сельсовета Солнечногорского района.
1957—1960 гг. — деревня Вертлинского сельсовета Химкинского района.
1963—1965 гг. — деревня Вертлинского сельсовета Солнечногорского укрупнённого сельского района.
1966—1976 гг. — деревня Таракановского сельсовета Солнечногорского района.
С 1994 до 2006 гг. деревня входила в Вертлинский сельский округ Солнечногорского района.
С 2005 до 2019 гг. деревня включалась в Смирновское сельское поселение Солнечногорского муниципального района.
С 2019 года деревня входит в городской округ Солнечногорск, в рамках администрации которого относится с территориальному управлению Смирновское.